# Adolf z Mayersbachu
Adolf rytíř Mayer z Mayersbachu, nebo z Mayersbachů, též Mayer von Mayersbach (1803 Jažlovice – 25. února 1882 Černé Voděrady) byl rakouský šlechtic a politik české národnosti z Čech, v 60. a 70. letech 19. století poslanec Českého zemského sněmu; jeden z prvních sedmi mladočeských poslanců sněmu.

## Biografie
Působil jako velkostatkář v Praze, Osečné a později v Říčanech. V roce 1831 se stal členem stavovského Českého zemského sněmu. Od roku 1877 byl prezidentem akciové společnosti Cukrovary v Uhříněvsi. Roku 1881 se stal okresním starostou v Říčanech. Byl členem zemské komise pro úpravu pozemkové daně. Zastával rovněž funkci předsedy říčanské záložny.
Po obnovení ústavního systému vlády počátkem 60. let se zapojil i do vysoké politiky. V zemských volbách v Čechách roku 1861 byl zvolen na Český zemský sněm, kde zastupoval kurii venkovských obcí, obvod Jílové, Říčany. Byl tehdy uváděn jako nezávislý český kandidát. Do zemské politiky se vrátil v doplňovacích zemských volbách roku 1874. Česká politická reprezentace se tehdy rozdělila v otázce pasivní rezistence, tedy bojkotu zemského sněmu, který prosazovala Národní strana (staročeská), zatímco nově utvořená (respektive nově oficiálně ustavená) Národní strana svobodomyslná (mladočeská) tento bojkot odmítala a požadovala aktivní výkon mandátu s cílem ovlivnit politické směřování na zemské úrovni. Adolf z Mayersbachu náležel mezi sedm mladočeských poslanců, kteří v těchto volbách uspěli. Šlo o kurii venkovských obcí, obvod Jílové, Říčany. Porazil staročeského kandidáta Josefa Brzoráda.
Zemřel v únoru 1882 ve věku 78 let.